# Paul Davies (snookerzysta)
Paul Davies (ur. 22 czerwca 1970 roku) – snookerzysta walijski, mieszkający obecnie w Cardiff. W gronie profesjonalistów od roku 1991.
Dwukrotnie osiągał półfinały w turniejach rankingowych:
- Dubai Duty Free Classic 1991
- Asian Open 1993

W roku 1992 osiągnął breaka maksymalnego podczas turnieju DDO Masters. W 2007 zagrał w fazie telewizyjnej turnieju UK Championship (po wygraniu trzech meczów w rundach eliminacyjnych), przegrał w niej 5-9 z Shaunem Murphym.